# مارتن آسلوند
مارتن آسلوند (بالسويدية: Martin Åslund) مواليد 10 نوفمبر 1976 في ستوكهولم، هو لاعب كرة قدم سويدي دولي سابق كان يلعب كلاعب وسط.

## مرحلة الشباب

### أندية لعب لها
- أيك سولنا

## المسيرة الاحترافية

### أندية لعب لها
- نادي يورغوردينس
- أيك سولنا
- نادي ساليرنيتانا
- نادي آسيريسكا

## روابط خارجية
- مارتن آسلوند على موقع قاعدة بيانات كرة القدم.إي يو (الإنجليزية)
- مارتن آسلوند على موقع ناشيونال فوتبول تيمز (الإنجليزية)
- مارتن آسلوند على موقع Soccerway.com (الإنجليزية)